# Omphalos

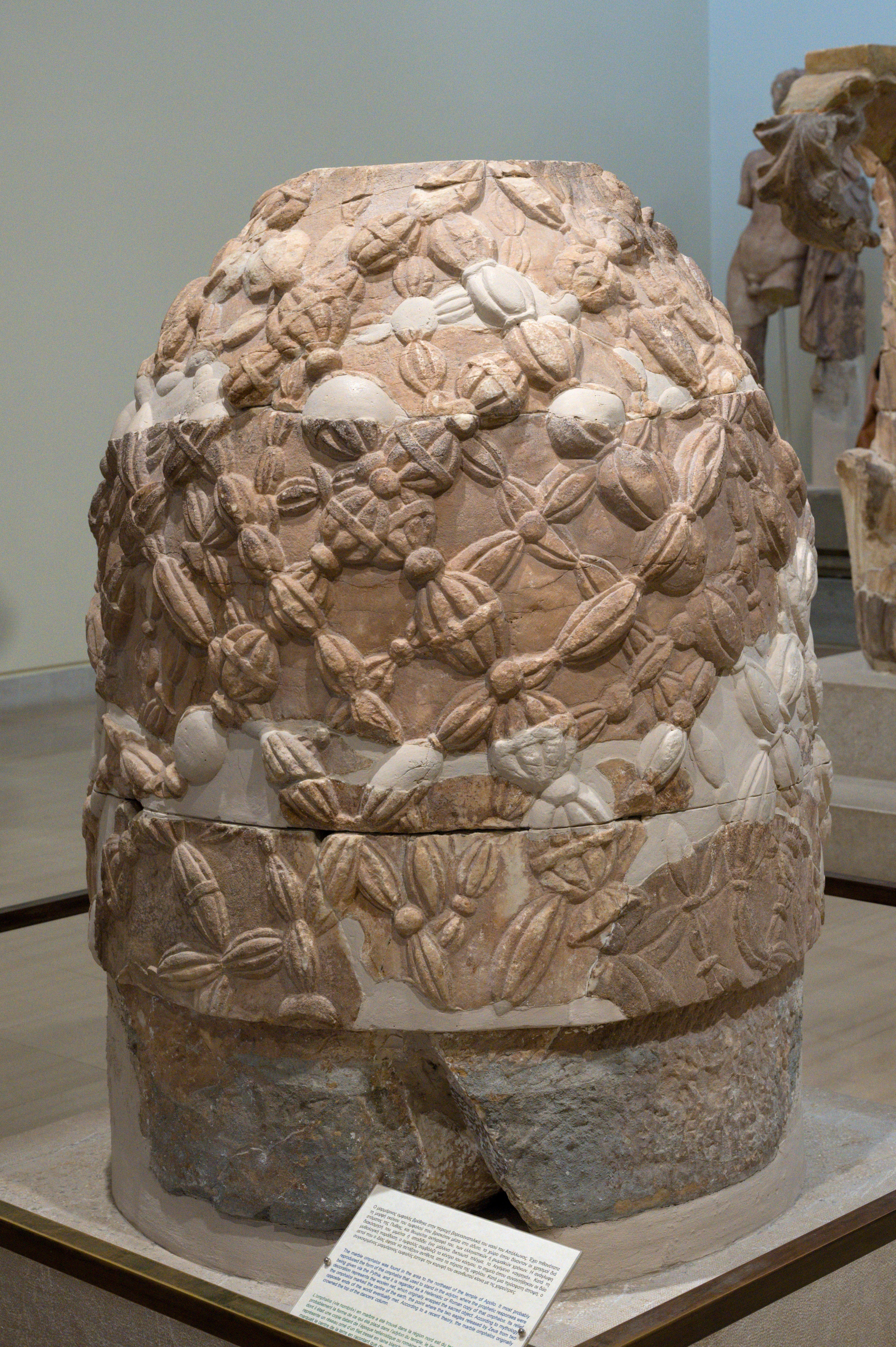
Kopie des Omphalos-Steins im Archäologischen Museum von Delphi

Der Omphalos (altgriechisch ὀμφαλός omphalós, deutsch ‚Nabel, nabelförmiger [erhöhter] Mittelpunkt‘) war ein Kultstein im Adyton des Apollon-Tempels in Delphi. Er war mit Wollgirlanden (Agrenon) überzogen und markierte den „Nabel der Welt“. Eine hellenistische oder römische Marmorkopie des Steins befindet sich heute im Archäologischen Museum von Delphi. Der Begriff wird auch als Synonym für Mittelpunkt und Nabel des Geschehens verwendet.
Der Omphalos soll der Sage nach als Meteor vom Himmel gefallen sein. Er wurde im Heiligtum des Apollon verehrt. Ursprünglich war er vermutlich ein Opferstein der Göttin Gaia und markiert die Stelle, an der sich die von Zeus im äußersten Westen und im äußersten Osten entsandten Adler in der Mitte der Welt getroffen haben. Pausanias zufolge war er die Weltachse, die mythische Verbindung zwischen Himmel, Erde und Unterwelt. Unter ihm befindet sich angeblich das Grab des Dionysos, auch Python soll unter ihm begraben worden sein.
Mit „Omphalos“ wurde später auch der auf dem Forum Romanum aufgestellte Umbilicus bezeichnet. Dieser Stein galt den Römern als Mittelpunkt der Welt, und alle römischen Entfernungsangaben bezogen sich auf diesen Ausgangspunkt in Rom. (Dies ahmte der barocke Schlossbaumeister Andreas Schlüter mit einem Omphalos auf dem Berliner Schloßplatz nach, auf den sich alle Entfernungsangaben auf den brandenburgisch-preußischen Meilensteinen bezogen. Im 19. Jahrhundert wurde dieser Punkt zunächst durch einen achtarmigen Kandelaber von Karl Friedrich Schinkel markiert und 1891 durch den Neptunbrunnen von Reinhold Begas.) In Delphi befand sich auch der Stein, den Rhea dem Mythos zufolge statt des neugeborenen Zeus ihrem Gatten Kronos zum Verschlingen gab und den Kronos später ausspuckte. Der Stein des Kronos wurde ähnlich wie der Omphalos und andere Baityloi verehrt und kann daher mit diesem verwechselt werden.
Neben Apollo werden auch Asklepios-Statuen mit dem Omphalos dargestellt. Möglicherweise liegt eine Übertragung des Attributs von Apollo vor.

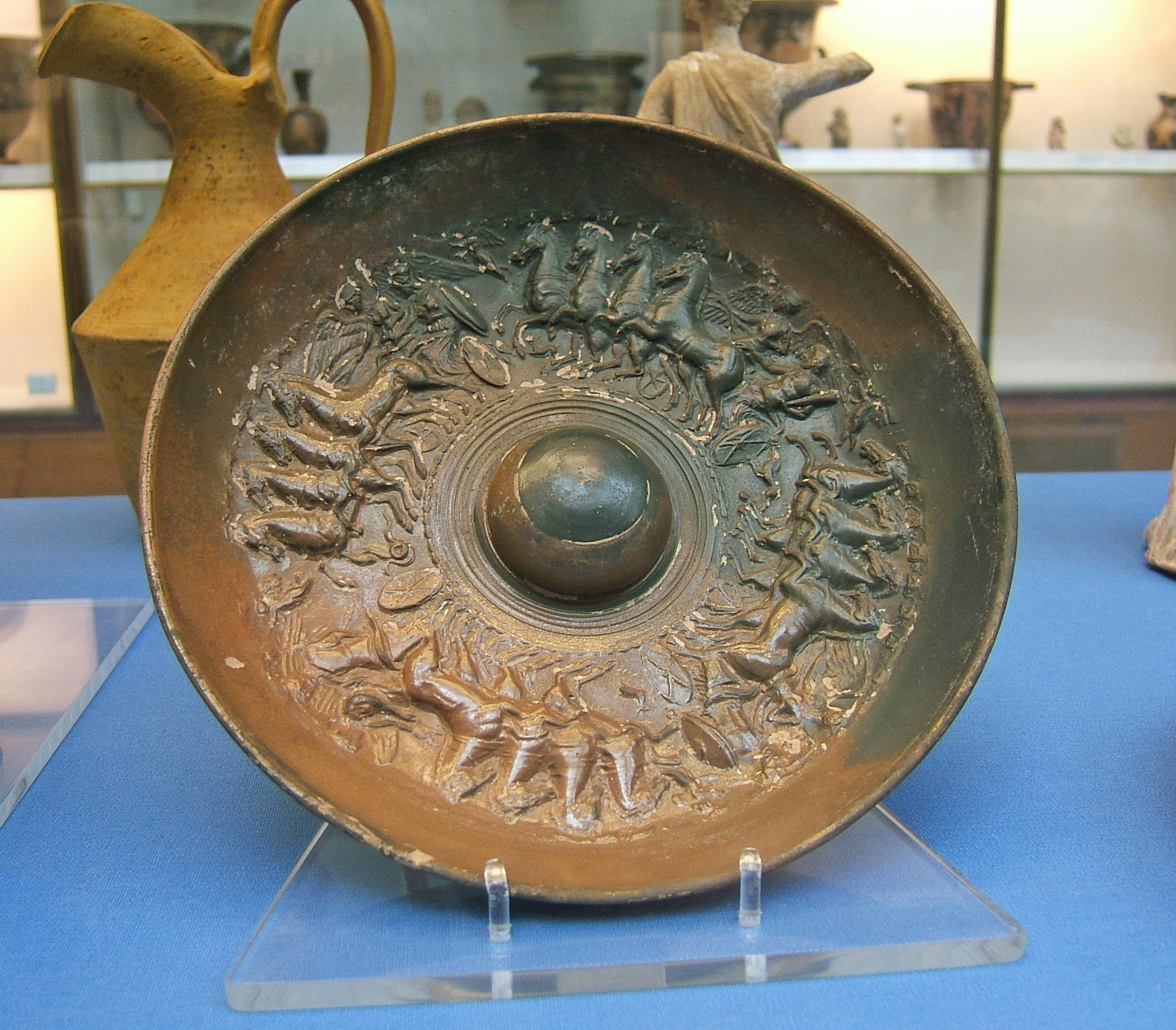
Calenische Omphalosschale, um 300 v. Chr., British Museum

## Omphalosschalen
Als Omphalos-Schale bezeichnet man in der antiken Keramik einen Typ von flachen runden Schalen, die mit einem Mittelbuckel versehen sind und als Opferschalen dienten. Davon abgeleitet wird gelegentlich die zentrale Aufwölbung von Schalen auch späterer Kunstepochen als Omphalos benannt; sie hatten oft nur dekorativen Sinn oder dienten als Widerlager für den Standring zugehöriger Kannen. Omphalosschalen wurden im Megalithgrab II der Oldendorfer Totenstatt (Landkreis Lüneburg) gefunden.